# Vinchiaturo
Vinchiaturo là một đô thị ở tỉnh Campobasso trong vùng Molise thuộc nước Ý, có vị trí cách khoảng 10 km về phía tây nam của Campobasso. Tại thời điểm ngày 31 tháng 12 năm 2004, đô thị này có dân số 2.924 người và diện tích là 35,5 km².
Vinchiaturo giáp các đô thị: Baranello, Busso, Campobasso, Campochiaro, Colle d'Anchise, Guardiaregia, Mirabello Sannitico, San Giuliano del Sannio.